# エイリアス (テレビドラマ)
『エイリアス』（原題：Alias）は、アメリカのアクションドラマ。

## 概要
米国ABC系列で2001年から2006年の全5シーズンにわたって放送されたスパイアクションドラマ。
スパイアクションドラマであるが、家族愛やSF的な陰謀論、そして主人公のファッションおよびウィッグにも強く傾倒しており、他にはない独特の雰囲気を醸している。
エミー賞やゴールデン・グローブ賞など数多くの賞にノミネートされ、受賞した。ノミネート・受賞の詳細はエイリアスの各賞ノミネート・受賞一覧を参照。2025年現在でも、米国では高い評価を保っている。
日本では2003年9月からNHK BS2で第2シーズンまで放送し、残りをスカパー!のAXN（現在のアクションチャンネル）が放送した。2009年にテレビ東京で吹替え版が放送終了以降、一度も再放送されていない。全話放送についてはAXNでの2008年放送が最後である。
2025年現在、日本国内においては全話収録のDVD-BOXが廉価で発売されており、視聴は容易である。また、ネット配信もディズニープラス等、複数のサイトで視聴できる（吹替え版を視聴できるサイトは少ないので注意が必要）。
第1シーズンのみタイトルに副題が冠され、「エイリアス 〜2重スパイの女」として放映もしくはリリースされている。

## 製作
制作総指揮
- J・J・エイブラムス - 全シーズン

- ジョン・アイゼンドラス（英語版） –  シーズン1–3
- アレックス・カーツマン – シーズン2–3
- ロベルト・オルチ（英語版） – シーズン2–3
- ジェフリー・ベル – シーズン4–5
- ジェフ・ピンクナー – シーズン5
- ジェシー・アレクサンダー（英語版） – シーズン5

ドラマの舞台が世界各国にわたるのがこの番組の魅力の一つであるが、ほぼすべての撮影は米国カリフォルニア州内で行われた。
J・J・エイブラムスは、「フェリシティの青春」の製作現場にいるときにエイリアスのアイデアを思いついたと語った。「フェリシティがCIAに採用されたら本当にクールだと思いませんか？　そして、彼女は自分の眠っていた力を見つけ、それを誰にも口外できなくなります。」
ドラマ内で使用された楽曲は非常に多く、使用方法もミュージック・ビデオのように楽曲に合わせた場面構成となっているため、各シーンを視聴者に印象付けた。エピソードごとの使用楽曲はWikiaのAliasページを参照。

## ストーリー
アメリカ・ロサンゼルス。UCLAにて、国語教師を目指しながら大学院での学生生活を送るシドニー・ブリストウ。実は7年前にリクルートされ、クレディ・ドーフィン銀行を装うCIAの秘密作戦支部「SD-6」のエージェントとしての顔を持つ。日常生活においても表向きは同銀行でのアルバイトを名乗り、実際には世界を股にかけるスパイとして活動を行っていた。
ある日、恋人のダニエル・ヘクト（通称：ダニー）に婚約を持ちかけられたシドニーは自らがスパイである事を打ち明けてしまう。情報漏洩を恐れたSD-6はダニーを殺害、シドニーも同じく追われる身となる。
父親ジャック・ブリストウの助けによりSD-6の追跡を免れたシドニーは、SD-6がCIAを装う国際犯罪組織“アライアンス”のロサンゼルス支部であることを知る。SD-6への復讐と組織の壊滅を望むシドニーはCIAのエージェントとなり、ある作戦の成果を手土産にSD-6へ復帰。SD-6で活動しCIAに情報を流すダブル・エージェント（2重スパイ）として活動を始める。皮肉なことに父もまたダブル・エージェントだった。
SD-6の活動目的は、400年前の芸術家にして科学者・預言者のミロ・ランバルディが開発したという近代技術に勝る力を持った兵器の復活である。SD-6局長アーヴィン・スローンは全力でその兵器を追い求める。ミロ・ランバルディの兵器を追い求めるのはスローンだけではなかった。様々な国際犯罪組織がその兵器を探し続け、その争いは日に日に激しくなっていく。
ランバルディが世界中に隠した兵器のパーツ収集のためのSD-6での作戦が決まり次第、CIAへ連絡するシドニー。彼女には対抗任務が与えられ、CIAが精巧に作った偽物や偽データを渡すようになる。CIA本部へ赴けないシドニーの代わりに連絡役マイケル・ヴォーンの存在があった。
幾度となく正体が曝されそうになりながらも、父やCIAの力を借りながら切り抜けていくシドニー。そんな彼女の運命的な、波乱に満ちた活躍を通して描かれる、ミステリアスなスパイアクションストーリー。

## キャスト
シドニー・ブリストウ
演 - ジェニファー・ガーナー、日本語吹替 - 安藤麻吹
主人公。SD-6、CIAのエージェント。
マイケル・ヴォーン
演 - マイケル・ヴァルタン、日本語吹替 - 堀内賢雄
シドニーとの連絡係。CIAエージェント。
ジャック・ブリストウ
演 - ヴィクター・ガーバー、日本語吹替 - 勝部演之
シドニーの父。SD-6、CIAのエージェント。
アーヴィン・スローン
演 - ロン・リフキン、日本語吹替 - 羽佐間道夫
シドニーの上司。SD-6局長。
ウィル・ティッピン
演 - ブラッドリー・クーパー、日本語吹替 - 村治学
シドニーの親友。SD-6を探る新聞記者。
マーカス・ディクソン
演 - カール・ランブリー、日本語吹替 - 山野井仁
シドニーの同僚。SD-6エージェント。
マーシャル・フリンクマン
演 - ケビン・ワイスマン、日本語吹替 - 岩崎ひろし
シドニーの同僚。SD-6ネットワーク管理、スパイ機器開発。
フランシー・カルフォ
演 - メリン・ダンジー、日本語吹替 - 喜田あゆ美
シドニーの親友。
エリック・ワイス
演 - グレッグ・グランバーグ、日本語吹替 - 古田信幸
ヴォーンの同僚。CIAエージェント。
イリーナ・デレフコ（アメリカ名：ローラ・ブリストウ）
演 - レナ・オリン、日本語吹替 - 萩尾みどり
シドニーの母親。元KGBスパイ。
ジュリアン・サーク
演 - デイヴィッド・アンダース、日本語吹替 - 桐本琢也
“ザ・マン”の腹心、国際犯罪組織コヴナント・ロス支部長。
アリソン
演 - メリン・ダンジー、日本語吹替 - 喜田あゆ美
“ザ・マン”の部下。偽フランシー。
ケンダル
演 - テリー・オクィン、日本語吹替 - 富田耕生
FBI特別捜査官。
ローレン・リード
演 - メリッサ・ジョージ、日本語吹替 - 斎藤恵理
NSC連絡役、ヴォーンの妻。
ナディア・サントス
演 - ミア・マエストロ、日本語吹替 - 杉本ゆう
シドニーの父親違いの妹、アルゼンチン情報部員。
ルネ・リエンヌ
演 - エロディ・ブシェーズ、日本語吹替 - 石津彩
フリーの工作員。
トム・グレース
演 - バルサザール・ゲティ、日本語吹替 - 星野貴紀
APOの新任エージェント。
レイチェル・ギブソン
演 - レイチェル・ニコルズ、日本語吹替 - 加藤忍
犯罪組織シェッドの分析員。後にAPOエージェント。
ケリー・ペイトン
演 - エイミー・アッカー、日本語吹替 - 林真里花
犯罪組織シェッドの諜報員。

### 主なゲスト出演者
カール・ドレイヤー
演 - トビン・ベル
シーズン1。2重スパイを発見しようとするエージェント。
マッケナス・コール
演 - クエンティン・タランティーノ、日本語吹替 - 井上倫宏
シーズン1では“ザ・マン”が率いる一派に属する切り込み隊長的な存在で、SD-6を襲撃。シーズン3では国際犯罪組織コヴナントの幹部として登場。
エドワード・プール
演 - ロジャー・ムーア、日本語吹替 - 小林勝彦
アライアンスの一支部SD-9局長。
アリアナ・ケイン
演 - フェイ・ダナウェイ、日本語吹替 - 大西多摩恵
アライアンス諜報部長。
アンソニー・ガイガー
演 - ルトガー・ハウアー、日本語吹替 - 西田健
シーズン2中盤、行方不明になったスローンに代わりSD-6局長に。
ジム・レノックス
演 - イーサン・ホーク、日本語吹替 - 小杉十郎太
CIAエージェントだがコピー人間を作られ、自分のコピーと対決することになる。
ニール・キャプラン
演 - クリスチャン・スレーター、日本語吹替 - 森田順平
シーズン2後半、サークに妻子を誘拐され、交換条件としてランバルディのパーツを組み立てることを要求される。
コンラッド
演 - デビッド・キャラダイン、日本語吹替 - 納谷六朗
30年前、スローンにランバルディの存在を教えた男。
ジスマン
演 - アーノルド・ヴォスルー
シーズン3。CIAからコヴナントの裏切り者の情報を受け取る。
サム・ハウザー
演 - ジェイソン・シーゲル、日本語吹替 - 森田順平
シーズン4。一般人だが、シドニーの作戦に巻き込まれる。
ドクター･ブリーゼル
演 - デヴィッド・クローネンバーグ
夢の記憶状態を専門にする神経学者。
カチャ・デレフコ
演 - イザベラ・ロッセリーニ、日本語吹替 - 宮寺智子
イリーナ・デレフコ（シドニーの母）の姉｡
エミリー・スローン
演 - エイミー・アーヴィング
アーヴィン・スローンの妻役｡
ハイデン・チェイス
演 - アンジェラ・バセット
CIA本部長。
フォアマン
演 - ナヴィド・ネガーバン
最終話にゲスト出演した。

## 放送実績
- ABC
  - シーズン 1 2001年9月30日 - 2002年5月12日 (木曜日 8 PM ET)
  - シーズン 2 2002年9月29日 - 2003年5月4日 (PM ET)
  - シーズン 3 2003年9月28日 - 2004年5月23日 (PM ET)
  - シーズン 4 2005年1月5日 - 2005年5月25日 (PM ET)
  - シーズン 5 2005年9月29日 - 2006年5月22日 (PM ET)
- NHK BS2
  - シーズン 1 2003年9月24日 - 2004年3月17日 (水曜日 10 PM)
  - シーズン 2 2004年10月3日 - 2005年3月23日 (水曜日 10 PM)
- AXN
  - シーズン 1 2004年5月5日 - 2004年9月29日 (水曜日 10:55 PM)
  - シーズン 2 2005年6月1日 - 2005年10月26日 (水曜日 10:55 PM)
  - シーズン 3 2006年5月23日 -2006年10月17日 (火曜日 10:55 PM)
  - シーズン 4 2007年4月3日 - 2007年8月29日 (火曜日 10:55 PM)
  - シーズン 5 2008年2月12日 - 2008年6月3日 (火曜日 00:00 AM)
- テレビ東京
  - シーズン 1 2007年2月19日 - 2007年4月10日 (吹替版のみ、月-水 00:30 PM)
  - シーズン 2 2007年4月11日 - 2007年6月11日 (吹替版のみ、月-水 00:30 PM)
  - シーズン 3 2008年3月31日 - 2008年5月26日 (吹替版のみ、月-水 11:35 AM)
  - シーズン 4 2009年1月8日 - 2009年3月26日 (吹替版のみ、水-木 00:30 PM)

## エピソード
- シーズン1
  1. 語られた真実 　Truth Be Told
  2. 闘いの始まり 　So It Begins
  3. 宿命のライバル 　Parity
  4. 疑念 　A Broken Heart
  5. 身代わり 　Doppelgänger
  6. 母の死の秘密 　Reckoning
  7. 灰色の真実 　Color Blind
  8. 時計の語る謎 　Time Will Tell
  9. シドニー暗殺命令　 Mea Culpa
  10. 疑惑の代償 　Spirit
  11. 苦渋の決断 　The Confession
  12. 侵入者 　The Box (Part 1)
  13. 拷問 　The Box (Part 2)
  14. 新たなる敵 　The Coup
  15. 空白のページ 　Page 47
  16. 恐怖の大予言 　The Prophecy
  17. 逃亡者 　Q&A
  18. 仮面舞踏会 　Masquerade
  19. 暗殺者 　Snowman
  20. 第2の小瓶 　The Solution
  21. 脱出 　Rendezvous
  22. 真実の敵 　Almost Thirty Years
- シーズン2
  1. 過去との対決 　The Enemy Walks In
  2. 不信の渦 　Trust Me
  3. 暗号の旋律 　Cipher
  4. 父の策略 　Dead Drop
  5. スパイ・プログラム 　The Indicator
  6. 死のウィルス 　Salvation
  7. スローン暗殺計画 　The Counteragent
  8. 核弾頭を奪還せよ (前編) 　Passage (Part 1)
  9. 核弾頭を奪還せよ (後編) 　Passage (Part 2)
  10. マーシャル初出動 　The Abduction
  11. アリバイ工作 　A Higher Echelon
  12. 脅迫者の正体 　The Getaway 
  13. アライアンス崩壊 　Phase One
  14. コピー・エージェント　 Double Agent
  15. 新たなる野望 　A Free Agent
  16. 恐怖の炎 　Firebomb
  17. ヴォーンの秘密　 A Dark Turn
  18. 運命の銃弾 　Truth Takes Time
  19. エンドゲーム 　Endgame
  20. カウントダウン 　Countdown
  21. ウィルに迫る罠 　Second Double
  22. 空白の時 　The Telling
- シーズン3
  1. 失われた記憶 　The Two
  2. 秘密組織コヴナント 　Succession
  3. 衛星攻撃兵器 　Reunion
  4. 魔の生物兵器 　A Missing Link
  5. 誘拐されたスローン 　Repercussions
  6. アリソンの復活 　The Nemesis
  7. 始まった悪夢 　Prelude
  8. シドニーの弱点 　Breaking Point
  9. 記憶への旅 　Conscious
  10. 再会の果てに… 　Remnants
  11. 過去の全容 　Full Disclosure
  12. 北からの脱出 　Crossings
  13. 処刑システム 　After Six
  14. 裏切り者 　Blowback
  15. 爆弾魔 　Facade
  16. サークの口癖 　Taken
  17. ローレンの母 　The Frame
  18. 暴かれゆく正体 　Unveiled
  19. スローンの処刑 　Hourglass
  20. いもうと 　Blood Ties
  21. メッセージ 　Legacy
  22. 裏切り者に死を 　Resurrection
- シーズン4
  1. 秘密支部APO（前編） 　Authorized Personnel Only (Part 1)
  2. 秘密支部APO（後編） 　Authorized Personnel Only (Part 2)
  3. ヴァルタ奪回指令 　The Awful Truth
  4. アイス・ファイブ 　Ice
  5. 自由の村の危険な仲間 　Welcome to Liberty Village
  6. 恐怖の新薬ノクターン 　Nocturne
  7. ブラックソリン 　Detente
  8. 宿敵の復活（前編） 　Echoes
  9. 宿敵の復活（後編） 　A Man of His Word
  10. ブラックウェル・リスト 　The Index
  11. 無人攻撃ヘリ 　The Road Home
  12. ナディアの過去 　The Orphan
  13. マーシャル危機一髪 　Tuesday
  14. ナイチンゲール計画 　Nightingale
  15. 告げられた真相 　Pandora
  16. スローン 2 　Another Mister Sloane
  17. ソフィアの正体 　A Clean Conscience
  18. 幻影の中に 　Mirage
  19. 見果てぬ夢 　In Dreams
  20. スローンの背信 　The Descent
  21. 救出と再会 　Search and Rescue
  22. 謎また謎 　Before the Flood
- シーズン5
  1. ヴォーンの真実　Prophet Five
  2. 謎の敵　 ...1...
  3. 犯罪組織シェッド　 The Shed
  4. モッキンバード　 Mockingbird
  5. ルネの秘密　 Out of the Box
  6. レイチェルの始動　 Solo
  7. 目覚めたナディア　 Fait Accompli
  8. マイクロパルス爆弾　 Bob
  9. 記憶の謎　 The Horizon
  10. 胎児の危機　 S.O.S.
  11. 母と娘と…　 Maternal Instinct
  12. 宿敵の再来　 There's Only One Sydney Bristow
  13. 47ページの謎　 30 Seconds
  14. よみがえった男　 I See Dead People
  15. サンチエロの薔薇　 No Hard Feelings
  16. ランバルディの遺志　 Reprisal
  17. 永遠が見える時　 All the Time in the World